# Marco Turco
Marco Turco (Roma, 28 luglio 1960) è un regista e sceneggiatore italiano.

## Biografia
Laureato in Storia e Filosofia, segue i corsi di sceneggiatura di Ugo Pirro, Leo Benvenuti e Robert Mc Kee e la scuola di recitazione di Aldo Giuffré. Si avvicina al cinema scrivendo per L'Unità e la rivista Movie.
Dopo una serie di esperienze da aiuto regista con Tonino Valerii, Franco Giraldi, Damiano Damiani e Gianni Amelio, esordisce alla regia con i cortometraggi La sveglia (1994) e Coincidenze (1995), ottenendo per entrambi la partecipazione alla Mostra del Cinema di Venezia.
Cura la regia di documentari, video e spot commerciali e debutta nel lungometraggio con Vite in sospeso (1998). 
Nello stesso anno collabora alla sceneggiatura del film Tano da morire, di Roberta Torre.
È del 2004 In un altro paese, film-documentario sui rapporti tra mafia e politica in Italia attraverso la ricostruzione delle vicende di Giovanni Falcone e Paolo Borsellino.

Nel maggio 2005 comincia le riprese del film La straniera, prodotto con il finanziamento del Ministero dei Beni Culturali e presentato al Torino Film Festival 2009 e al BIF&ST Bari International Film&Tv Festival 2009 dopo quattro anni di lavorazione; l'anno successivo dirige Rino Gaetano - Ma il cielo è sempre più blu, fiction in due puntate per Raiuno. Seguono nel 2010 C'era una volta la città dei matti..., con Fabrizio Gifuni e Vittoria Puccini, basata sulla vita dello psichiatra Franco Basaglia e quindi nel 2012 Altri tempi, ambientato all'epoca della chiusura delle case di tolleranza operata dalla Legge Merlin. Nel 2014 realizza L'Oriana biografia della famosa giornalista Oriana Fallaci.
Nel 2022 realizza il documentario La generazione perduta sull'Italia degli anni 70, il problema dell'eroina e della tossicodipendenza e la vita del giornalista Carlo Rivolta.

## Filmografia

### Cortometraggi
- La sveglia (1994)
- Coincidenze (1995)
- A famiglia (1999)
- Il colpo di pistola - mediometraggio (2005)

### Documentari
- Jazzitudine (1997)
- Lo sguardo sull'uomo (2000)
- Il viaggio di Asekon (2001)
- In un altro paese (2005)
- La casa dei bambini (2013)
- La generazione perduta (2022)

### Lungometraggi
- Vite in sospeso (1998)
- La straniera (2009)

### Televisione
- Un quartiere in paradiso - film TV (2001)
- Rino Gaetano - Ma il cielo è sempre più blu - serie TV (2007)
- Codice Aurora, regia di Paolo Bianchini - film TV (2008)
- C'era una volta la città dei matti... - serie TV (2010)
- Altri tempi - serie TV (2012)
- L'Oriana - serie TV (2015)
- Questo è un uomo - film TV (2021)

## Riconoscimenti
- La sveglia – Menzione Speciale al Festival del Cinema di Venezia
- Vite in sospeso – Premio del Pubblico al NICE Film Festival, Grolla d'oro per miglior sceneggiatura e miglior opera prima, Miglior film al Festival di Villerupt
- In un altro paese – Candidatura al David di Donatello, Miglior documentario al Festival dei popoli. Efebo d'argento. Premio al Festival di Taormina e Globo d'oro come miglior documentario.
- C'era una volta la città dei matti – Best Mini Series 50th Monte-Carlo Television Festival. TV Film Silver Award 16th Shanghai TV Festival. Premio internazionale Flaiano per la regia televisiva. Miglior serie FIPA 2011